# Baptiste Bonnefond
Baptiste Bonnefond (Lyon, 22 de enero de 1993) es un jugador de balonmano francés que juega de lateral izquierdo en el HBC Nantes. Es internacional con la selección de balonmano de Francia.

## Palmarés

### Montpellier
- Liga de Francia de balonmano (1): 2012
- Copa de Francia de balonmano (3): 2012, 2013, 2016
- Copa de la Liga de balonmano (3): 2012, 2014, 2016
- Liga de Campeones de la EHF (1): 2018

### Meshkov Brest
- Liga de Bielorrusia de balonmano (1): 2022

### HBC Nantes
- Copa de Francia de balonmano (1): 2024
- Trofeo de Campeones (1): 2024

## Clubes
| Club                 | País        | Año         |
| -------------------- | ----------- | ----------- |
| Montpellier Handball | Francia     | 2012 - 2019 |
| Pays d'Aix UCH       | Francia     | 2019 - 2021 |
| Meshkov Brest        | Bielorrusia | 2021 - 2022 |
| USAM Nîmes           | Francia     | 2022        |
| Fenix Toulouse HB    | Francia     | 2022 - 2023 |
| HBC Nantes           | Francia     | 2023 - Act. |